# Halflife
Pour l'album musical, voir Halflife (EP).
Pour l’article homonyme, voir Half-Life.
Halflife est une super-vilaine alien créée par Marvel Comics. 
Deux personnages partagent le pseudonyme Halflife : une alien et un monstre radioactif. 
La première Halflife est apparue pour la première fois dans West Coast Avengers vol.2 #12), en 1986. Le second apparut dans Incredible Hulk vol.2 #334.

## Origine

### Halflife la conquérante alien
Halflife est une conquérante extra-terrestre, à la peau verte et aux cheveux blancs. Elle annihila le centre de son monde natal et fut attirée sur terre par Graviton, pour l'assister sans ses plans de domination mondiale.
Le plan de Graviton était de former une équipe représentant la théorie de champ unifié (Zzzax étant l'électro-magnétisme, Graviton étant la gravité, et Quantum l'interaction forte. L'équipe attaqua les Vengeurs de la Côté Ouest, mais elle fut vaincue par Tigra qui lui fit croire que Quantum voulait la tuer. Dans le combat, elle fut propulsée dans l'espace par Graviton, à bord de sa forteresse volante.
Elle fut plus tard capturée par Quasar et emprisonnée à la Voûte.

### Le second Halflife
Ce Halflife était un simple professeur d'anglais, nommé Anthony Masterson, qui fut exposé à des radiations gamma, à la suite de tests effectués par l'armée américaine. Les radiations tuèrent apparemment le jeune homme, mais il sortait de son coma mortel toutes les nuits, pour drainer l'énergie d'êtres vivants.
Devenu fou, il fut poussé au suicide par Hulk.

## Pouvoirs

### Première Halflife
La première Halflife est une alien pouvant faire vieillir tout être vivant par simple contact corporel. De multiples contacts tuent purement et simplement ses adversaires. Toutefois, si Halflife perd conscience quelques minutes après le contact, l'effet s'annule et sa proie retrouve son âge normal.
Elle peut aussi générer de puissantes ondes radioactives, assez puissantes pour faire fondre l'acier. Elle est bien sûr insensible à ce pouvoir. Son corps est plus dense qu'un être humain. Elle pèse près de 100 kg.

### Second Halflife
Le second Halflife est un homme muté en créature vampire par irriadiation gamma. Il se nourrit en absorbant l'énergie vitale de ses adversaires, par contact. L'énergie ainsi volée lui redonne une apparence humaine. Si sa proie possède une force surhumaine, le contact lui transfère une portion, pendant un moment.